# 西藏八角
西藏八角（学名：Illicium griffithii）是五味子科八角属的植物。分布于印度、不丹以及中国大陆的西藏等地，生长于海拔1,200米至2,300米的地区，多生在雨林中，目前尚未由人工引种栽培。